# ألتيا
بلدية ألتيا (بالإسبانية: Altea) هي بلدية تقع في مقاطعة أليكانتي التابعة لمنطقة بلنسية شرق إسبانيا.

## الديموغرافيا
بلغ عدد سكان بلدية ألتيا 24.056 نسمة عام 2011 (وفقاً للمعهد الوطني الإسباني للإحصاء).
| 13.519 | 14.711 | 17.608 | 21.154 | 22.648 | 23.780 | 24.056 |

## توأمة
لألتيا اتفاقيات توأمة مع كل من:
- هوفاليز
- باد كوتستينغ
- بيلاجيو
- بوندوران
- غرانفيل
- هولستيبرو
- ميرسن
- Niederanven [الإنجليزية]‏
- بروزة
- Sesimbra [الإنجليزية]‏
- Sherborne [الإنجليزية]‏
- كاركيلا
- Oxelösund [الإنجليزية]‏
- يودنبورغ
- خوينا
- كوسيغ
- سيغولدا
- سوشيتسا
- Türi Parish [الإنجليزية]‏
- زفولن
- بريناي
- مارساسكالا
- سيريت
- Agros, Cyprus [الإنجليزية]‏
- شكوفجا لوكا
- تريافنا

## أعلام
- خوان بورخا